# دوقه كين زاده محمد باشا
دوقه كين زاده محمد باشا (بالتركية الحديثة: Dukakinoğlu Mehmed Paşa) هو سياسي عثماني، كان واليًا على مصر في الفترة بين عامي 1554 و1556 الميلاديين، الموافقة للفترة بين عامي 961 و963 الهجريين.